# Björn Gutzeit
Björn Gutzeit (* 1972) ist ein deutscher Polizeibeamter und seit 2025 Polizeipräsident im Polizeipräsidium Westhessen.

## Werdegang
Gutzeit trat 1993 in den Polizeidienst der hessischen Polizei ein. Von der Bereitschaftspolizei und Streifendienst wechselte er Ende der 90er Jahre zur Kriminalpolizei. Bis 2008 war er Referent im Präsidialbüro des Landespolizeipräsidiums Hessen. 2008 bis 2012 war er Leiter der Wetterauer Kriminalpolizei (Regionale Kriminalinspektion Wetterau). Danach wechselte Gutzeit zur Hessischen Hochschule für Polizei und Verwaltung, in der er ab 2014 bis 2020 Rektor war. Bis 2021 war er Polizeivizepräsident des Polizeipräsidiums Südhessen. Im März 2021 wurde Gutzeit als Nachfolger von Walter Seubert Polizeivizepräsident des Polizeipräsidiums Frankfurt am Main; 2022 wechselte er als Polizeipräsident wieder in das Polizeipräsidium Südhessen. 2025 übernahm er die Leitung des Polizeipräsidium Westhessen.